# Final Fantasy IX
Final Fantasy IX (ファイナルファンタジーIX Fainaru Fantajī Nain) er udviklet og udgivet af Square (nu Square Enix), og er det niende spil i Final Fantasy spilserien. Det blev udgivet i Europa i 2001, og er det tredje og sidste spil til Sony's PlayStation. Det er senere blev udgivet som download på PlayStation Network til PlayStation 3.
Spillet finder sted i fantasiverden Gaia, og handler om en krig mellem flere nationer, opstået på grund af en begærlig dronning. Som spiller følger man en ung tyv ved navn Zidane Tribal, der slutter sig sammen med andre folk for at nedkæmpe dronningen. Handlingen skifter dog retning, da de opdager at dronningen er blevet forhekset af en mystisk våbensælger kaldet Kuja.
Final Fantasy IX blev udviklet samtidig med Final Fantasy VIII, men tog en anden retning for at vende tilbage til seriens originale rødder, med mere traditionelle fantasy-elementer. Final Fantasy IX blev derfor meget inspireret af det originale Final Fantasy, samt andre elementer fra tidligere spil. Spillet introducerer dog også nye dele til serien i form af blandt andet Active Time Event, Mognet, og en forbedring af både udstyrs- og skill-systemet.  Spillet har generelt fået flest positive kommentarer, og anses af mange for at være det bedste i serien. Dog var der delte meninger om dets tilbagevenden til den originale Final Fantasy-stil.

## Plot
Spillet starter da Zidane og teatergruppen Tantalus kidnapper prinsesse Garnet. De lærer at Garnet godt kender til hendes mors bisarre opførsel på det seneste. Tantalus og Zidane styrter med deres luftskip Prima Vista i skoven Evil Forest. Ombord på luftskibet er også Steiner som er Garnets livgarde som bliver holdt fanget af Tantalus, og Vivi som sneg sig ind til forstillingen som Tantalus holdt, mens de bortførte prinsessen.
Zidane og de tre andre flygter alene fra Evil forest, mens Tantalus bliver tilbage og reparere Prima Vista. Gruppen kommer igennem en lille landsby ved navn Dali hvor de lærer at Brahne laver Black mages uden sjæl som våben til Alexandria. Brahne har også lavet tre stærke Black mages kaldet Black Waltz til at få prinsessen tilbage, men deres mission slår fejl.
Da gruppen ankommer til Lindblum finder Garnet ud af at det var Cid, som er regent over Lindblum, som bad Tantalus om at bortføre Garnet, da han ville beskytte hende fra hendes mor. Cid er imidlertidligt blevet forvandlet til et insekt af hans kone, som er flygtet. Zidane møder en af sine gamle venner der hedder Freya, og de deltager i den årlige Festival of the Hunt. Gruppen finder ud af at Brahne har indledt en krig ved at invadere Burmecia som er Freya’s hjemby. Gruppen splitter sig op, så Zidane, Vivi og Freya tager til Burmecia for at hjælpe dem, og Garnet og Steiner bliver i Lindblum. Garnet forgifter maden til det sidste måltid gruppen har sammen og flygter sammen med Steiner til Alexandria for at tale fornuft ind i moderens hoved, og få hende til at stoppe krigen.
I Burmecia møder Zidane og de andre Brahne og slås mod hendes frygtede general Beatrix. De ser også en mand iklædt hvidt tøj, han flyver derefter væk på en drage. Da Garnet ankommer til Alexandria bliver hun sat i fangeskab af Zorn og Thorn, to jokere der arbejder på slottet. Der stjæler moderen Garnets Eidolons. Brahne bruger derefter Odin til at ødelægge byen Cleyra, og Zidana og co tager tilbage til Alexandria for at redde Garnet. Da de rejser tilbage til Lindblum er byen blevet invaderet af Brahne.
Cid fortæller at Brahne har fået kontakt med en våbensælger kaldet Kuja. Gruppen rejser til Outer Continent for at finde Kuja. På Outer Continent finder de en ung summoner kaldet Eiko som tager dem med til Madain Sari. Der lærer Garnet en masse om hendes rigtige hjem, de opdager også en landsby fuld af Black mages. Gruppen rejser til Lifa Tree for at finde Kuja. Der dræber de Soulcage som er skyld i al den mist som plager Gaia. Da de dræber Soulcage forsvinder alt misten. Bagefter rejser de tilbage til Madian Sari hvor de møder Amarant som er hyret til at tage prinsessen tilbage til Alexandria, da de vinder over ham joiner ham dem. De rejser tilbage til lifa Tree hvor de ser Brahne bruge Bahamut imod Kuja, men Kuja forsvinder med hans luftskib og Bahamut dræber Brahne og hendes hær. Før Brahne dør siger hun undskyld til Garnet, og gruppen finder ud af at Brahne var blevet forhekset af Kuja til at starte en krig.
Gruppen rejser tilbage til Alexandria hvor Garnet bliver kronet som dronning. Efter noget tid angriber Kuja byen med Bahamut. Eiko og Garnet bruger den legendariske eidolon Alexandria imod Kuja. Kuja prøver derefter at kontrollere Alexander via sit luftskib invincible men bliver snydt at en gammel mand kaldet Garland som bruger skibet til at ødelægge Alexander og dele af Alexandria. Gruppen rejser til Kuja’s slot hvor de prøver at dræbe ham. Men det mislykkedes og Kuja tager dem til fange, og flygter med Eiko for at stjæle hendes Eidolons. Under udstrækningen bruger Eikos Moggle Mog sin Trance til at transformere Eiko ind til hendes rigtige form, da Kuja opdager Trance rejser han til Terra for at dræbe Garland. Gruppen redder Eiko, og finder Hilda, Cid’s kone som forvandler ham tilbage til et menneske.
Med Hilda’s hjælp rejser gruppen til Terra. I byen Bran Bal lærer gruppen at Garland blev skabt til at få Terra ind i Gaia, da Terra er en døende verden. Garland skabte Genomes som er intelligente væsener som skulle hjælpe til i processen i fremtiden. De lærer at lifa Tree, og mist’en, og ødelæggelsen af Eidolons’ og Kuja og Zidanes rigtige formål, da Zidane er bror til Kuja og også skabt af Garland, var blot en del af den process som Garland skulle udføre. Gruppen konfrontere ham, men Kuja har indsamlet nok sjæle til at komme i Trance og dræber Kuja og smadre hele Terra. Gruppen når dog at flygte.
Gruppen opdager derefter at der er kommet mist igen og rejser til lifa Tree for at finde ud af hvad der sker, der bliver de sendt ind i et mystisk sted kaldet Memoria. Garlands sjæl guider gruppen til Kuja, og de ankommer til Crystal world hvor de finder Kuja. Da de dræber ham smadre han krystallen som er kilden til alt liv, og gruppen møder Necron. Da gruppen dræber ham sender Kuja dem tilbage til Gaia og lifa Tree kollapser. Gruppen tager hjem, udover Zidane som finder Kuja og snakker med ham. Folk tror derefter at Zidane er død.
Noget tid efter kommer Tantalus tilbage til Alexandria for at fremvise det samme stykke som de gjorde i starten af spillet. Der bliver vist hvad der er sket med de forskellige karakterer. Zidane kommer pludselig ud og Garnet løber over til ham og krammer ham.